# Río Lameguapi
El río Lameguapi es un curso natural de agua que nace en las laderas occidentales de la cordillera de la Costa de la Región de Los Ríos y fluye hasta desembocar en el océano Pacífico.

## Trayecto
Su cuenca limita al norte con la del estero Hueicolla y al sur, principalmente, con la del río Bueno.

## Historia
Luis Risopatrón lo describe en su Diccionario Jeográfico de Chile de 1924:: 462 
Lameguapi (Rio) 40° 13' 73° 40'. Procede de los cerros del mismo nombre, corre hácia el W i se vácia en la caleta de la misma denominación. 1, VIII, p. 183; i 156; i riachuelo en 155, p. 356; i rio Lamehuapi en 61, XXXV, p. 34; i XXXIX, mapa.